# Lincoln megye (Mississippi)
Lincoln megye az Amerikai Egyesült Államokban, azon belül Mississippi államban található. Megyeszékhelye és legnagyobb városa Brookhaven. Lakosainak száma 34 907 fő (2020. április 1.). Lincoln megye Copiah, Pike, Amite, Lawrence, Walthall, Franklin és Jefferson megyékkel határos.

## Népesség
A megye népességének változása:
| Lakosok száma | 34 881 | 34 884 | 34 896 | 34 810 | 34 649 | 34 907 |
|               | 2010   | 2011   | 2012   | 2013   | 2015   | 2020   |